# 기진우
기진우는 대한민국의 배우이다. 

## 출연 작품

### 드라마
- 2017년 tvN 수목드라마 《슬기로운 감빵생활》
- 2017년 KBS2 금토드라마 《최강 배달꾼》
- 2018년 tvN 토일드라마 《라이브》
- 2019년 tvN 월화드라마 《유령을 잡아라!》
- 2024년 MBC 금토드라마 《이토록 친밀한 배신자》 - 박재훈 역